# Carolina Primodì
Carolina Primodì in Baruzzi (Bologna, 1805 – Firenze, 8 agosto 1860) è stata una pittrice italiana.

## Biografia
Nata nel 1805 a Bologna in una famiglia borghese, Carolina Primodì era figlia di Francesco Primodì. Tra il 1819 e il 1822 fu educata presso il Reale Istituto Maria Luisa di Lucca. Dedita alla pittura, fu una promettente allieva di Giuseppe Guizzardi. Il filologo, archeologo e amico di famiglia Ottavio Mazzoni Toselli, dedicandole una sua opera, nel 1833 la ricordava «ornata di belli costumi e pulitezza», poliglotta e degna di lodi per i suoi dipinti.
Nel luglio 1836 la Primodì sposò per amore lo scultore imolese Cincinnato Baruzzi contro il parere familiare. Con lui abitava a Bologna. L'estate la passavano nella villa di campagna a Baricella, mentre l'inverno dapprima a palazzo Malvezzi Bonfioli e poi a palazzo Davia Bargellini, fino al termine della costruzione dell'Eliso, imponente villa in stile neoclassico sul colle dell'Osservanza, in cui si trasferirono. La villa era stata arredata con gusto europeo e abili artisti erano stati chiamati per decorarla.
Figura riflessiva, colta e abile nella conversazione, frequentava salotti e concerti col marito e organizzava feste e ricevimenti a sua volta. Tra gli ospiti abituali dell'Eliso figurava l'amico di famiglia Gioachino Rossini.

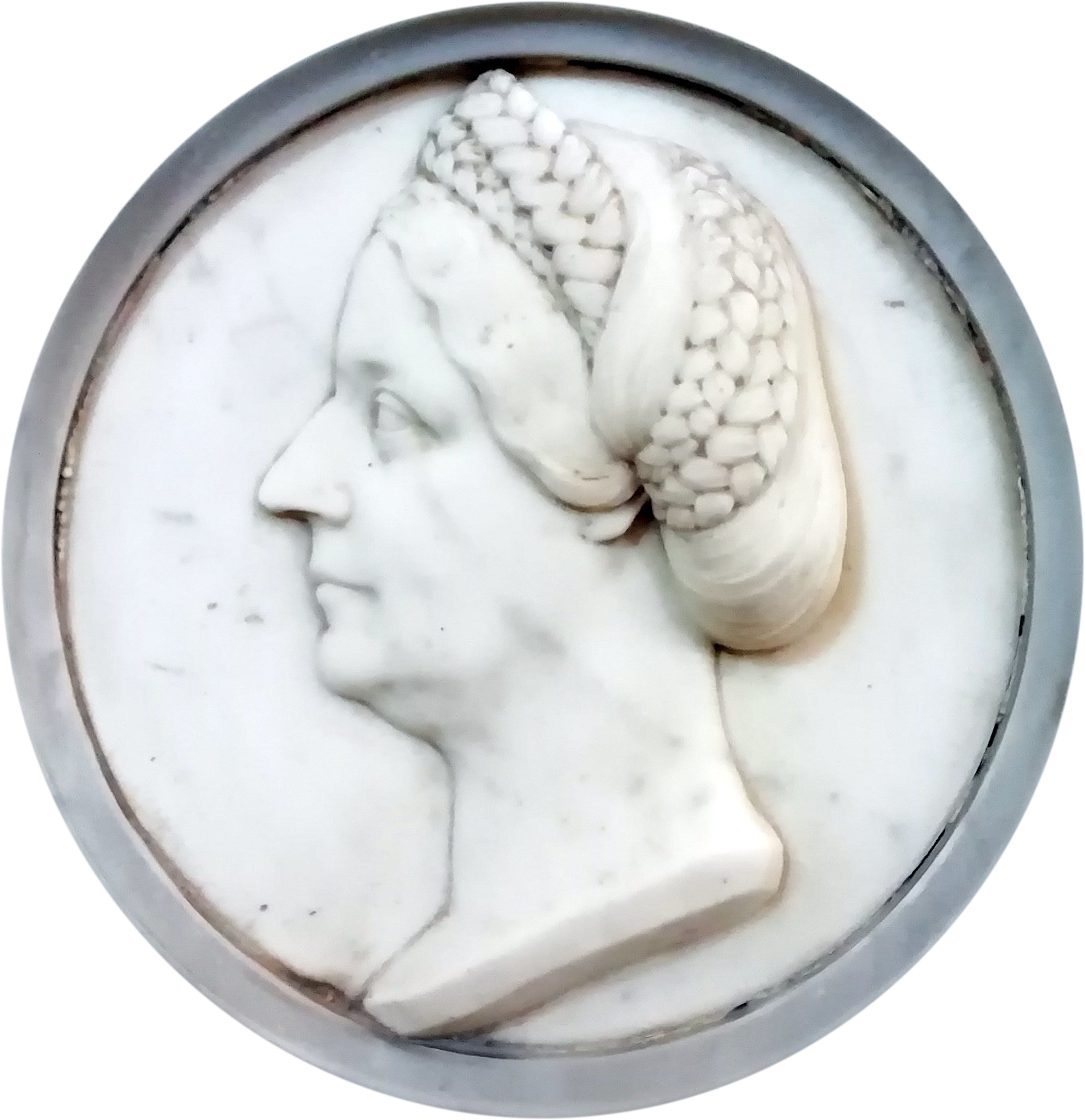
Ritratto a medaglione di Carolina Primodì, opera di Carlo Monari

Primodì affiancò il celebre scultore allievo del Canova nella gestione degli affari e come sua consulente artistica, seguendolo negli spostamenti a Roma, Napoli e Parigi e «conquista[ndo] con le sue doti nuovi amici e committenti». Per stare al fianco del Baruzzi e sostenerlo probabilmente sacrificò le proprie aspirazioni artistiche e forse una carriera pittorica. Non sappiamo se per questo motivo le fonti su di lei come artista risultano poche e frammentarie, descrivendola come una giovane signora «che dimostrò ne' suoi lavori quanto possa lo studio dall'ingegno aiutato», definendola «pittrice insigne»
ma anche pittrice «per diletto», «dilettante in pittura» e «brava dilettante pittrice ad oglio», da intendersi come non professionista senza valore di giudizio sulla sua opera. 
Secondo il Dizionario degli artisti, Carolina Primodì era specializzata in ritratti «che rivelano un'acuta analisi del soggetto» e nella copia delle opere antiche. Come altri artisti bolognesi, si era ad esempio cimentata nella copia dell'immagine della Beata Vergine del Suffragio, dipinta da Guido Reni e conservata nella chiesa di San Bartolomeo a Porta Ravegnana. Una sua copia della Carità divina del Franceschini fu molto lodata e venne inclusa nella collezione della galleria Hercolani.
Già socia onoraria dell'Accademia pontificia di belle arti di Bologna, nel 1833 all'Esposizione di Belle Arti dell'Accademia propose un Lot inebriato dalle figlie, copia da Gherardo delle Notti, un Ritratto di donna dal vero, una Venere che piange la morte di Adone, copia di un quadro della scuola di Guido Reni.
Nel 1835, all'Esposizione di Belle Arti di Bologna presentò quattro dipinti ad olio: una Flora, un Ritratto di donna in stile fiammingo copiato dal van Dyck, un ritratto di Antonio Mondini, professore di anatomia, e una copia del dipinto delle Elemosine di San Rocco eseguita da Annibale Carracci e a sua volta copia da Guido Reni.
Alla morte del padre, nel 1850, Carolina Primodì delegò al Baruzzi e gli avvocati di famiglia la gestione della causa per la divisione dell'eredità intentata dal fratello Clemente, ritirandosi a Roma per qualche tempo.
Morì di malattia nel 1860 mentre si trova a Firenze. È sepolta con Cincinnato Baruzzi nella Sala delle Catacombe del cimitero monumentale della Certosa di Bologna.
Un suo ritratto ad opera di Ferdinando Cavalleri è conservato nelle Collezioni comunali d'arte di Palazzo d'Accursio.
Nel 2016, i personaggi di Carolina Primodì e Cincinnato Baruzzi sono stati protagonisti della ricostruzione storica di un salotto letterario nella Sala Farnese di Palazzo d'Accursio, a memoria della loro presenza mondana e delle feste all'Eliso.

## Archivio
Il Fondo Baruzzi, conservato presso la Biblioteca dell'Archiginnasio, a Bologna, contiene documentazione privata e amministrativa dal 1815 al 1875. Si tratta di carte appartenute a Carolina Primodì, al padre Francesco e al marito di lei che spaziano dalla corrispondenza, agli attestati, alle disposizioni testamentarie. Nel 2011 le carte di Carolina Primodì sono state oggetto di rilevamento nell'ambito del progetto «Censimento degli archivi femminili della provincia di Bologna».
Le lettere di Carolina Primodì e Cincinnato Baruzzi con altre personalità, bolognesi e non solo, permettono di ricostruire uno spaccato storico e artistico dell'epoca. A titolo di esempio, il carteggio di Carolina Primodì ha permesso di posizionare la statua dell'Apollino di Canova, oggi nella Sala Boschereccia di Palazzo d'Accursio, nella villa suburbana di Baruzzi nel 1857 e di ricostruirne la storia.

## Opere
- Ritratto di giovanetta o Ritratto di Caterina bolognese (?), Pinacoteca Tosio Martinengo, Musei Civici di Arte e Storia di Brescia, Brescia[25]
- copia del quadro della Carità divina del Franceschini, Quadreria dei principi Hercolani, Bologna